# Arapeí (ort)
Arapeí är en ort i Brasilien.   Den ligger i kommunen Arapeí och delstaten São Paulo, i den sydöstra delen av landet, 800 km söder om huvudstaden Brasília. Arapeí ligger 504 meter över havet och antalet invånare är 2 492.
Terrängen runt Arapeí är varierad. Runt Arapeí är det glesbefolkat, med 16 invånare per kvadratkilometer. Närmaste större samhälle är São José do Barreiro, 13,7 km väster om Arapeí.
Omgivningarna runt Arapeí är huvudsakligen savann.